# 塞倫丁省

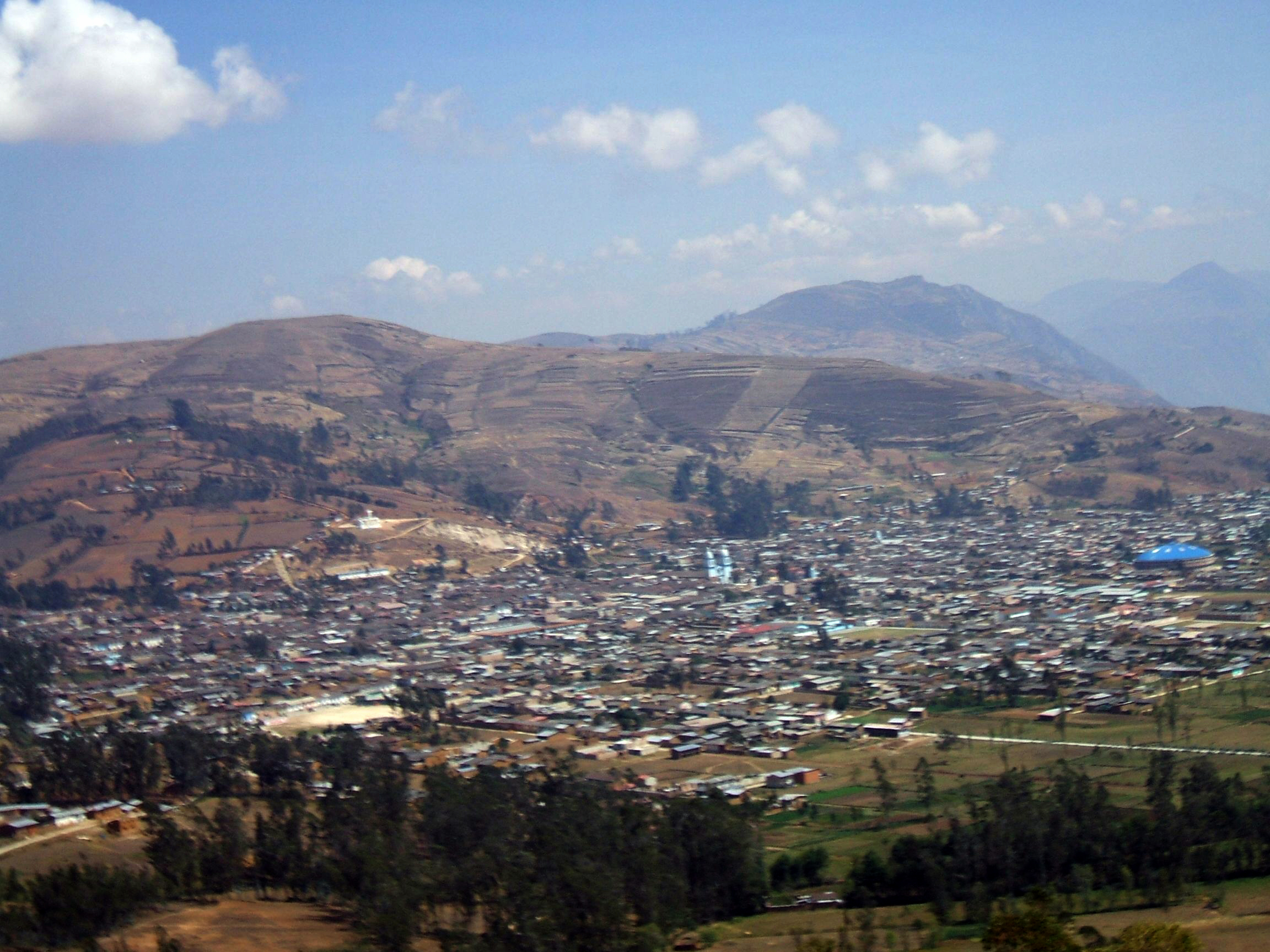

塞倫丁省（西班牙語：Provincia de Celendín），是秘魯的省份，位於該國北部卡哈馬卡大區，首府是塞倫丁，始建於1862年9月30日，海拔高度2,620米，面積2,642平方公里，2007年人口88,508，人口密度每平方公里33.51人。